# Bergstrand (månkrater)
Bergstrand är en nedslagskrater på månens baksida, precis sydöst om Aitken kratern. Bergstrand har fått sitt namn efter den svenske astronomen Östen Bergstrand.

## Satellitkratrar
| Bergstrand | Latitud | Longitud | Diameter |
| ---------- | ------- | -------- | -------- |
| G          | 19,8° S | 179,2° Ö | 32 km    |
| J          | 20,2° S | 178,0° Ö | 28 km    |
| Q          | 19,9° S | 175,2° Ö | 54 km    |